# بوكس أوفيس موجو
بوكس أوفيس موجو (بالإنجليزية: Box Office Mojo)‏ موقع دليل الأفلام على الإنترنت.

## وصلات خارجية
- الموقع الرسمي